# 1997년 세계 조정 선수권 대회
제26회 세계 조정 선수권 대회는 국제 조정 연맹(FISA) 주관으로 1997년 8월 31일부터 9월 7일까지 프랑스 에그블레트 호에서 열린 국제 조정 대회이다.

## 메달리스트

### 남자
| 세부 종목                                           | 금 | 금      | 은 | 은      | 동 | 동      |
| 싱글 스컬 M1x                                       | 미국 제임스 코번 | 6:44,86 | 독일 André Willms | 6:47,49 | 영국 그레그 설 | 6:47,57 |
| 경량급 싱글 스컬 LM1x                               | 덴마크 카르스텐 닐센 | 6:57,16 | 스위스 미하엘 배닝거 | 6:59,62 | 체코 토마시 카촙스키 | 7:00,92 |
| Männer-Doppelzweier (M2x)                           | 독일 안드레아스 하예크 슈테판 폴케르트                                                                                                | 6:13,35 | 노르웨이 Steffen Størseth Kjetil Undset | 6:14,98 | 오스트레일리아 덩컨 프리 마커스 프리 | 6:16,05 |
| Leichtgewichts-Männer-Doppelzweier (LM2x)           | 폴란드 Tomasz Kucharski Robert Sycz                                                                                                   | 6:14,57 | 이탈리아 미켈란젤로 크리스피 레오나르도 페티나리                                                                                                 | 6:15,98 | 독일 잉고 오일러 베른하르트 륄링 | 6:18,38 |
| Männer-Doppelvierer (M4x)                           | 이탈리아 아고스티노 아바냘레 조반니 칼라브레세 알레산드로 코로나 로사노 갈타로사                                                      | 5:42,50 | 독일 옌스 부로프 마르코 가이슬러 마르셀 하커 슈테판 뢰네르트                                                                                     | 5:45,88 | 우크라이나 Oleh Lykow Olexander Martschenko Leonid Schaposchnykow Olexander Saskalko                                                               | 5:46,11 |
| Leichtgewichts-Männer-Doppelvierer (LM4x)           | 이탈리아 스테파노 바살리니 파올로 피티노 프란코 산카사니 마시모 굴리엘미                                                              | 5:50,68 | 독일 마르쿠스 바우만 올리버 이빌스키 알렉산더 루츠 프랑크 마거                                                                                   | 5:52,90 | 아일랜드 존 암스트롱 닐 번 브렌던 돌런 에밋 오브라이언                                                                                             | 5:55,04 |
| Männer-Zweier ohne Steuermann (M2-)                 | 프랑스 미셸 앙드리외 장크리스토프 롤랑                                                                                                | 6:27,69 | 이탈리아 로렌초 카르본치니 마티아 트롬베타 | 6:31,51 | 미국 애덤 홀랜드 에드워드 머피 | 6:32,10 |
| Leichtgewichts-Männer-Zweier ohne Steuermann (LM2-) | 스위스 마티아스 빈더 베니 슈미트 | 6:32,81 | 아일랜드 네빌 맥스웰 토니 오코너 | 6:33,51 | 덴마크 예페 옌센 콜라트 야코프 닐센 | 5:34,11 |
| Männer-Zweier mit Steuermann (M2+)                  | 미국 니컬러스 앤더슨 스콧 펜트리스 조던 어빙 (Stm.)                                                                                   | 6:56,30 | 오스트레일리아 데이비드 캐머런 닉 맥도널드크롤리 데이비드 콜빈 (Stm.)                                                                            | 6:56,36 | 그리스 Georgios Fotou Konstantinos Kariotis Lampros Rizos (Stm.)                                                                                   | 6:57,62 |
| Männer-Vierer ohne Steuermann (M4-)                 | 영국 제임스 크래크넬James Cracknell 티머시 포스터Timothy Foster 매슈 피헨트Matthew Pinsent 스티브 레드그레이브Steve Redgrave          | 5:52,40 | 프랑스 질 부스케 다니엘 포셰 올리비에 몽셀레 베르트랑 벡탕                                                                                       | 5:56,34 | 루마니아 Dorin Alupei Claudiu Marin Cornel Nemțoc Florian Tudor                                                                                    | 5:57,10 |
| Leichtgewichts-Männer-Vierer ohne Steuermann (LM4-) | 덴마크 Eskild Ebbesen Thomas Ebert 빅토르 페데르센 Thomas Poulsen                                                                     | 5:54,35 | 프랑스 그자비에 도르프만 이브 옥데 프레데리크 피농 로랑 포르시에                                                                                 | 5:54,91 | 독일 롤란트 핸들레 얀 헤르초크 마르쿠스 밀케 마르틴 바이스                                                                                         | 5:57,87 |
| Männer-Vierer mit Steuermann (M4+)                  | 프랑스 앙투안 베긴 뱅상 말리셰프스키 베르나르 로셰 로랑 베긴 크리스토프 라테냥 (Stm.)                                                 | 6:04,17 | 이탈리아 줄리아노 데스타빌레 로사리오 조이아 프란체스코 마테이 마리오 팔미사노 가에타노 이안누치 (Stm.)                                          | 6:05,98 | 영국 에드 쿠드 마크 존슨 개리 매캐덤스 스티브 트래프모어 데이비드 청 (Stm.)                                                                        | 6:09,80 |
| Männer-Achter (M8+)                                 | 미국 Christian Ahrens 서배스천 비 필립 헨리 Robert Kaehler 개릿 밀러 티머시 릭터 마이클 훨리 로버트 커민스 Pete Cipollone (Stm.)      | 5:27,20 | 루마니아 Valentin Robu Florin Corbeanu Viorel Talapan Florian Tudor Claudiu Marin Andrei Bănică Cornel Nemțoc Dorin Alupei Marin Gheorghe (Stm.) | 5:27,76 | 오스트레일리아 대니얼 버크 Drew Ginn 앨러스터 고든 데이비드 포지그 제프리 스튜어트 제임스 스튜어트 로버트 워커 Richard Wearne 데이비드 콜빈 (Stm.) | 5:28,14 |
| Leichtgewichts-Männer-Achter (LM8+)                 | 오스트레일리아 대런 밤포스 존 버니 사이먼 버지스 앨러스터 이셔우드 롭 미첼 로버트 리처즈 마이클 와이스먼 팀 라이트 브렛 헤이먼 (Stm.) | 5:40,00 | 영국 필 베이커 제임스 브라운 짐 하틀랜드 앨릭스 헨실우드 제이슨 키스 데이브 레먼 짐 맥니븐 벤 웨브 존 디킨 (Stm.)                                | 5:40,03 | 캐나다 존 베어 크리스 데이비드슨 제프리 레이 그레이엄 매클래런 앤서니 시어링 벤 스토리 브라이언 톰프슨 에드워드 윈체스터 크리스 테일러 (Stm.)      | 5:40,91 |